# بخش قلعه شاهین
بخش قلعه شاهین، یکی از بخش‌های شهرستان سرپل ذهاب در استان کرمانشاه ایران است. مرکز این بخش، روستای دوازده‌امام است.

## زبان
مردم بخش قلعه شاهین از ایل کلهر هستند و به زبان کردی و گویش کلهری سخن می‌گویند.

## مذهب
ساکنان بخش قلعه شاهین پیرو دین اسلام و مذهب شیعه هستند.

## فهرست روستاها
- دهستان قلعه شاهین

قیطک ، تپه‌عظیمه ، مشکنار ، نوده (سرپل‌ذهاب) ، دارکنار ، مصطفی‌احمدی ، قلعه‌سفید شیخ‌حسن ، قلعه‌سفید سفلی (سرپل‌ذهاب) ، قلعه‌سفید علیا (سرپل‌ذهاب) ، عثمان (سرپل ذهاب) ، دارتوت (سرپل‌ذهاب) ، داربلوط (سرپل‌ذهاب) ، لواسانی ، تنگ‌اسماعیل ، کاه‌سرا ، دوازده‌امام (سرپل ذهاب) ، قلعه‌گلینه ، ترکویس ، دولنگان علیا ، دولنگان سفلی ، انزل ، کل‌داود ، آسیاب‌قرمز
- دهستان سراب قلعه شاهین

سراب قلعه شاهین ، کلاوه (سرپل‌ذهاب) ، نرامان نقاره‌کوب ، گنجوره ، امامیه سفلی ، امامیه علیا ، سرباغ‌گلین ، برآفتاب گلین

## تقسیمات کشوری
- بخش قلعه شاهین
  - دهستان سراب قلعه شاهین
  - دهستان قلعه شاهین

## جمعیت
بر پایه سرشماری عمومی نفوس و مسکن در سال ۱۳۹۵، جمعیت بخش قلعه شاهین برابر با ۱۱٬۲۶۵ نفر بوده‌است.